# Pitanz
Pitanz (von lateinisch pietas = „Milde“, „Güte“; mittellateinisch pietantia oder pythancia) ist die Bezeichnung einer zusätzlichen Portion von Nahrungsmitteln für Mönche oder Mitglieder einer geistlichen Einrichtung wie Klöstern und Spitälern zu bestimmten Anlässen, beispielsweise zu bestimmten Feiertagen oder während Fastenzeit vor Ostern.
Von der Pitanz sollten auch Konversen, Kranke und Gäste nicht ausgeschlossen sein. Für die Zuteilung wurde im 13. Jahrhundert das Amt des Pitanzmeisters (Pitanzer, Pythancionarius) geschaffen. Sie bestand in erster Linie in eiweißreichen Nahrungsmitteln wie Eiern und Käse, aber auch aus Weizenbrot, Butter, Bier oder Wein oder einer doppelten Portion von Fisch. Die Kosten für die zusätzliche Speise wurden aus frommen Stiftungen, z. B. zum Totengedenken, bestritten. Gelegentlich wurde auch im weltlichen Bereich eine Extraportion oder eine Draufgabe von Nahrungsmitteln als Pitanz bezeichnet.